# وزارة تكنولوجيا المعلومات والاتصالات (إيران)
وزارة تكنولوجيا المعلومات والاتصالات في إيران (بالفارسية: وزارت ارتباطات و فناوری اطلاعات) تأسست عام 1908 ، وهي مسؤولة عن الخدمات البريدية والهواتف وتكنولوجيا المعلومات في جمهورية إيران الإسلامية .
من بين مهام وزارة تكنولوجيا المعلومات والاتصالات، وضع وتنفيذ السياسات المتعلقة بالبريد والاتصالات وتكنولوجيا المعلومات، وهي أيضا المسؤولة عن إصدار تراخيص الاستيراد لبعض أجهزة الاتصالات وأجزائها.

## روابط خارجية
- صفحة الويب الخاصة بوزارة تكنولوجيا المعلومات والاتصالات